# Klenov
Klenov es un municipio del distrito de Prešov en la región de Prešov, Eslovaquia, con una población estimada a final del año 2024 de 231 habitantes.
Se encuentra ubicado en el centro-sur de la región, en el valle del río Torysa (cuenca hidrográfica del río Tisza) y cerca de la frontera con la región de Košice.

## Demografía
| Año        | 1994 | 2004  | 2014     | 2024 |
| ---------- | ---- | ----- | -------- | ---- |
| Población  | 250  | 205   | 231      | 231  |
| Diferencia |      | −18 % | +12,68 % | +0 % |

| Año        | 2023 | 2024    |
| ---------- | ---- | ------- |
| Población  | 226  | 231     |
| Diferencia |      | +2,21 % |